# Arrivano gli alieni
Arrivano gli alieni è un album in studio del musicista Stefano Bollani, pubblicato nel 2015.

## Tracce
1. Alleanza (Ex Funk) - 4:20
2. Quando, quando, quando - 2:47
3. Sei là (A vida tem sempre razão) - 4:06
4. Aquarela do Brasil - 3:05
5. The Preacher - 2:14
6. Matilda - 3:33
7. El gato - 3:29
8. Microchip - 4:32
9. Mount Harissa - 5:31
10. Aural - 2:19
11. Vino vino - 5:25
12. Un viaggio - 1:12
13. Jurame - 3:24
14. Arrivano gli alieni - 3:52
15. You Don't Know What Love Is - 3:30